# Yii
Yii é um framework de alta performance em PHP que utiliza componentes para o desenvolvimento de pequenas/médias/grandes aplicações Web. Permite máxima reutilização de códigos na programação Web e pode acelerar significativamente o processo de desenvolvimento. O nome Yii (pronunciado I ou Di) representa as palavras Yes It Is! (Sim isto é!), em resposta às mais comuns perguntas ao que escolhem a plataforma Yii: Isto é seguro? ... Isto é rápido? ... Isto é profissional? ... Isto é certo para o meu próximo projeto? ... Sim Isto é!

## História
O Yii começou como uma tentativa de consertar as desvantagens do framework PRADO: Como a manipulação lenta de páginas complexas, curva de aprendizado morosa e dificuldade para personalizar muitos controles. Em outubro de 2006, após dez meses de desenvolvimento, a primeira versão alfa do Yii foi lançada, seguida pela liberação formal da versão 1.0 em dezembro de 2008.
O Yii 1.1 foi lançado em janeiro de 2010, adicionando um construtor de formulários, consultas de registros ativos relacionais, uma estrutura de testes unitários e muito mais. A comunidade Yii continuou a seguir a ramificação com a versão 1.1 oferecendo suporte ao PHP7 e correções de segurança, a última versão foi a versão 1.1.20 em julho de 2018.
Em maio de 2011, os desenvolvedores decidiram usar novas versões do PHP e corrigir falhas arquitetônicas. Isso levou à versão 2.0 para a qual o primeiro commit foi feito naquele mês. Em maio de 2013, o código do Yii 2.0 foi divulgado, assim a primeira versão estável foi liberada em outubro de 2014. Nesta versão é suportado também o PHP7 desde a versão 2.0.9. A última versão 2.0.15 foi lançada em março de 2018.